# 浦山歴史民俗資料館
浦山歴史民俗資料館（うらやまれきしみんぞくしりょうかん）は、埼玉県秩父市にある資料館。

## 概要
浦山ダム建設に伴ってダム湖に水没した浦山地区などの資料を集めている。浦山地区の文化の保存・伝承を目的として整備された。入場料は無料。

## 沿革
- 2000年（平成12年） - 開館[1]。

## 所在地・アクセス
- 秩父市荒川久那3805-7
- 秩父鉄道秩父本線浦山口駅徒歩約10分[1]